# Cappella di San Sebastiano (Sassello)
La cappella di San Sebastiano è un luogo di culto cattolico situato nella località di Colletto nel comune di Sassello, in provincia di Savona. Si trova in prossimità della parrocchiale della Santissima Trinità, lungo l'antica strada di collegamento con il mare.
La cappella in questione è diventata popolare essendo essa la chiesa che compare nel video "Ultraviolence" (2014) della cantante Lana del Rey

## Storia e descrizione
La prima citazione riguarda un rifacimento dell'edificio nel 1528 circa. Certamente esso fu riparato nel 1627, nel 1637, 1722, 1779, 1803 e nel 1855.
Il vicino ponte, detto "ponte di San Sebastiano", fu costruito nel 1603 e rifatto nel 1946 perché distrutto nel 1945 per cause belliche.
La cappella presenta un pronao che copre anche un tratto della strada. All'interno si trova un'immagine di San Sebastiano, posta sopra l'altare in marmo.